# Cuarnens
Cuarnens − miejscowość i gmina (commune) w zachodniej Szwajcarii, w kantonie Vaud, w okręgu (district) Morges. 

## Demografia
W Cuarnens mieszka 545 osób. W 2021 roku 14,1% populacji gminy stanowiły osoby urodzone poza Szwajcarią.

## Transport
Przez teren gminy przebiega droga główna nr 129. 